# Érico Ferrari
Dom Érico Ferrari (Nova Palma, 20 de março de 1928 — Santa Maria, 29 de abril de 1973) foi um bispo católico brasileiro.

## Biografia
Fez os estudos secundários no Seminário Diocesano São José. Cursou Filosofia no Seminário Maior de São Leopoldo, teologia, na Universidade Gregoriana de Roma e Exegese no Instituto Bíblico da mesma cidade.
Foi ordenado sacerdote em Roma no dia 7 de outubro de 1951.
Retornando ao Brasil, lecionou no Seminário Maior de Viamão, foi Cura da Catedral Diocesana de Santa Maria e Diretor da Rádio Medianeira.
A designação de Dom Érico Ferrari, para bispo de Santa Maria  aconteceu no dia 5 de maio de 1971 e a sua ordenação episcopal realizou-se na Catedral Diocesana, dia 26 de junho de 1971. Escolheu como lema de vida episcopal: Serviamus cum laetitia (Sirvamos com alegria). No dia seguinte, perante o Conselho de Consultores Diocesanos, tomou posse como 5º bispo da Diocese. Contava apenas 43 anos de idade, figurando até então, entre os Bispos mais jovens do Brasil.
Seu episcopado foi breve, porém marcado pela dedicação ao seu rebanho. Juntamente com Dom Antônio do Carmo Cheuiche, Padre Érico, então Cura da Catedral, ajudou eficazmente na criação, em 1970 da Comissão Central Pró-Construção do Santuário da Medianeira, atuando primeiro como Secretário da Comissão e depois como Presidente.
O episcopado de Dom Érico foi de dois anos repletos de atividades e mensagens para o Clero da Diocese. Num dia cheio de atividade, como eram todos os seus dias, cumprindo um programa que o havia ocupado intensamente pela manhã, tarde e noite, Dom Érico regressava da Visita Pastoral à Linha Base, o lugar onde nascera.
Dom Érico queria ainda participar de um encontro com as religiosas de Nova Palma. Um acidente com o veículo em que viajava, ceifou-lhe instantaneamente a vida. Era o dia 29 de abril de 1973.
A morte prematura de Dom Érico abalou a população Santamariense e de toda a Diocese. Faleceu aos 45 anos de idade, sendo sepultado na Cripta do Santuário da Medianeira.